# دانيال سبنسر (ممثلة)
دانيال سبنسر (بالإنجليزية: Danielle Spencer) هي بيطرية وممثلة أمريكية، ولدت في 24 يونيو 1965 في الولايات المتحدة.

## أعمال

### أفلام
- (1997) أفضل ما يمكن حصوله

## وصلات خارجية
- دانيال سبنسر على موقع IMDb (الإنجليزية)
- دانيال سبنسر على موقع قاعدة بيانات الفيلم (الإنجليزية)